# 黑刺尾鬣蜥
黑刺尾鬣蜥（學名：Ctenosaura similis），又名黑栉尾蜥、黑鬣蜥，是墨西哥及中美洲的一種蜥蜴，現已引入到美國佛羅里達州。牠們是栉尾蜥属（刺尾鬣蜥屬）中最大的物種，也是陸上走動最快的蜥蜴。

## 分類
黑刺尾鬣蜥最初是由英國動物學家約翰·愛德華·格雷（John Edward Gray）於1831年描述。屬名是來自古希臘文的「梳子」及「蜥蜴」。種小名是拉丁文的「相似」，卡爾·林奈也很喜歡用這種方法來取名。

## 特徵

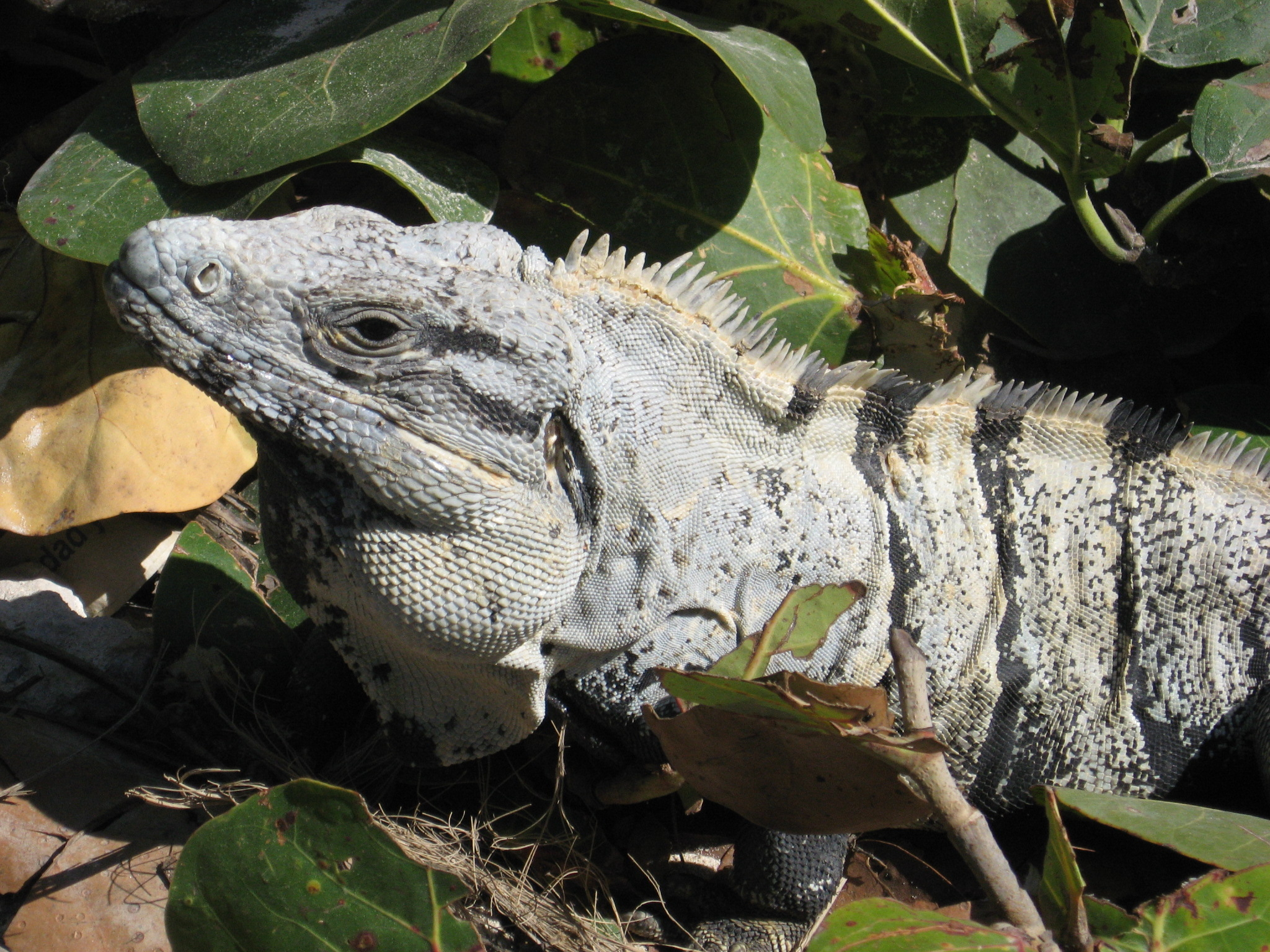
黑刺尾鬣蜥頸上的斑紋。

黑刺尾鬣蜥的尾巴上有起角的鱗片。牠們是刺尾鬣蜥屬中體型最大的，雄蜥可以長達1.5米，雌蜥也有1米長。牠們的冠上有長棘，一直延伸至背部中央。雖然個別顏色可以有很大分別，一般都是呈白灰色或黃褐色，背上有4-12條斑紋。雄蜥頭部及喉嚨附近在繁殖季節會呈現橙色。

## 食性及行為

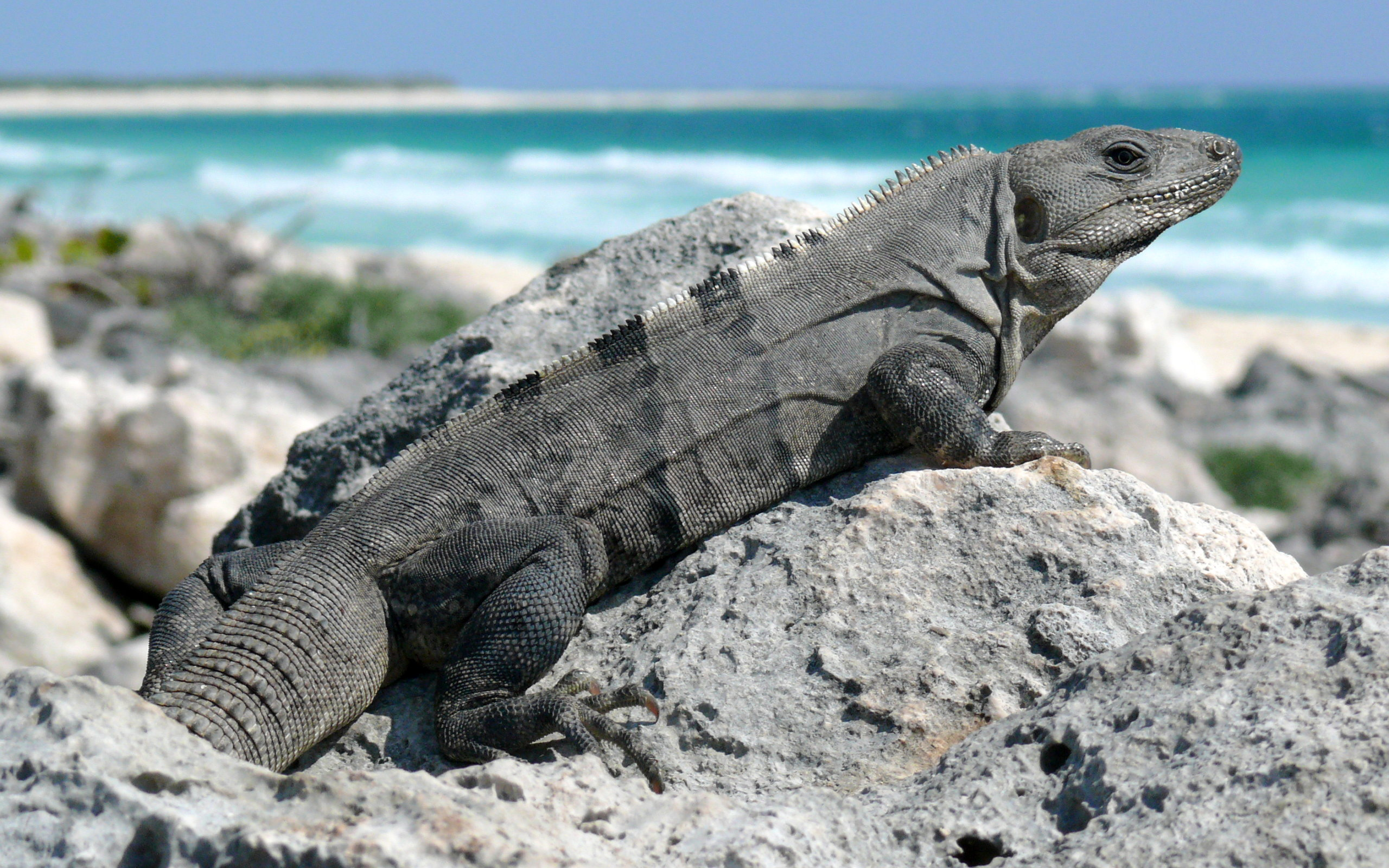
幼生黑刺尾鬣蜥。

黑刺尾鬣蜥是攀爬的能手，喜歡棲息在岩石環境，可以躲在石縫，在石上哂太陽及攀爬附近的樹。牠們是日間活動的。當遇到掠食者時會快速逃走，但危急時也會擺動尾巴及咬對方。《金氏世界紀錄大全》紀錄黑刺尾鬣蜥的奔跑速度達每小時34.9公里，是全球跑得最快的蜥蜴。
黑刺尾鬣蜥主要是草食性的，吃花朵、葉子、莖及果實，但也有時會吃細小的動物、蛋及節肢動物。幼蜥傾向吃昆蟲，逐漸轉變為草食性。

## 分佈
黑刺尾鬣蜥原產於中美洲，分佈在特旺特佩克地峽至尼加拉瓜東北部及巴拿馬西部，是刺尾鬣蜥屬中分佈最廣的。牠們廣為分佈在哥斯達黎加及洪都拉斯，也有分佈在哥倫比亞的。牠們會與其他刺尾鬣蜥屬混種。
黑刺尾鬣蜥有被引入到美國佛羅里達州南部，且在野外有進行繁殖。另有被引入到加勒比海多個島嶼。由於牠們有時會吃其他動物，所以對當地的特有種造成威脅。

## 繁殖
黑刺尾鬣蜥一般會於春天進行交配。雄蜥會點頭來顯示優勢及興趣，接著會追著雌蜥，最終捉到及壓制雌蜥。交配後8-10個星期，雌蜥會挖穴生蛋，每次約生30隻蛋。蛋在90日後孵化，幼蜥會自行走出沙堆。幼蜥一般是綠色的，有褐色斑紋；另外也有全身褐色的。

## 與人類關係
在中美洲的一些地區，有人类畜牧黑刺尾鬣蜥及美洲鬣蜥作為食物或寵物出售的行为。雖然黑刺尾鬣蜥被大量獵殺，但卻沒有出現瀕危的情況。